# Zeche Hermann (Hattingen)
Die Zeche Hermann in Hattingen-Blankenstein ist ein ehemaliges Steinkohlenbergwerk. Die Zeche war auch unter dem Namen Zeche Hermann in Blankenstein bekannt. Das Bergwerk ist eines von mehreren Bergwerken, das im Besitz des Stiepeler Bauerngeschlecht Haarmann war.

## Bergwerksgeschichte

### Die Anfänge
Am 21. Juni des Jahres 1732 erfolgte die Verleihung zum Abbau eines Flözes. Verliehen wurde das Feld Hermann an Johan Haarmann und Consorten. Im selben Jahr wurde unterhalb von Blankenstein damit begonnen, einen Stollen aufzufahren. Der Stollen wurde nicht von der Ruhraue aus aufgefahren, sondern aus dem Hang heraus. Man nahm zwei Flügel, den Süd- und den Nordflügel, in Verhieb und begann auch im selben Jahr mit dem Abbau. Es fand jedoch kein regelmäßiger Abbau statt, sondern die Kohlen wurden nur unregelmäßig, entsprechend dem Bedarf der Stadt Blankenstein abgebaut. Im Jahr 1739 war das Bergwerk zunächst wieder stillgelegt. Im Jahr 1755 wurde das Bergwerk in Fristen gesetzt. Zu diesem Zeitpunkt waren als Gewerken an der Zeche die Erben Haarmann, der Obergeschworene Wünneberg aus Stiepel und Wilhelm Gethmann aus Blankenstein beteiligt. Im darauffolgenden Jahr wurde das Grubenfeld vermessen. In den Jahren 1761, 1762 und 1772 war das Bergwerk nachweislich in Betrieb. Im Jahr 1775 wurde sowohl im Nord- als auch im Südflügel Steinkohle abgebaut. In den Jahren 1778 und 1780 bis 1782 war das Bergwerk nachweislich in Betrieb.

### Die weiteren Jahre bis zur Konsolidation
Nach dem Jahr 1782 war das Bergwerk für einige Zeit außer Betrieb, denn es wurde im Jahr 1783 wieder in Betrieb genommen. Es wurde ein neuer Tiefer Stollen angesetzt. Durch den Stollen wurde ein 3¾ Fuß mächtiges Flöz in Verhieb genommen, welches eine sanfte Mulde warf. Am 1. Juni des Jahres 1784 wurde das Bergwerk durch den Leiter des märkischen Bergreviers, den Freiherrn vom Stein, befahren. Die Zeche Hermann war das vierte Bergwerk, welches vom Stein auf seiner Reise durch das märkische Bergrevier befuhr. Vom Stein machte in seinem Protokoll Angaben über den Zustand des Bergwerks und der Leistung der dort beschäftigten Bergleute. In den Jahren 1784 und 1785 waren insgesamt drei Örter in Betrieb. Im Jahr 1800 musste aus der Ruhraue ein neuer Stollen angesetzt werden, da im alten Stollen die Kohlenvorräte abgebaut waren. Durch diesen tieferen Stollen versuchten die Gewerken, eine neue Kohlenhöhe zu erschließen. Die ersten bekannten Förderzahlen stammen aus dem Jahr 1805, in diesem Jahr wurden 7464 Ringel Steinkohle abgebaut. Drei Jahre später wurde im Jahr 1808 am Schacht Abraham Steinkohle abgebaut, die Jahresförderung lag bei 6599 Ringel. Der Schacht Abraham hatte eine Teufe von 32 ¾ Lachtern. Im Jahr 1811 fand der Abbau über der Stollensohle ein Ende. Um weiterhin Kohlenabbau zu betreiben, bemühten sich die Gewerken der Zeche Hermann, mit den Gewerken der Nachbarzechen eine gemeinsame neue Gewerkschaft zu bilden. Kurze Zeit später konsolidierte die Zeche Hermann mit der „Zeche Gutglück“ zur Zeche Glücklicher Hermann.